# Movimiento Democrático Popular (Namibia)
El Movimiento Democrático Popular (en inglés: Popular Democratic Movement, PDM), previamente conocido como la Alianza Democrática de Turnhalle (Demokratische Turnhallenallianz, DTA, en alemán) es un partido político de Namibia. Coaligado con el Frente Democrático Unido, forma la Oposición Oficial en el Parlamento. McHenry Venaani es el presidente del PDM y el líder de la Oposición Oficial.
Mishake Muyongo lideró el partido durante los primeros años de la independencia del país y fue su candidato en las elecciones presidenciales de 1994, cuando quedó segundo con el 23.08 % de los votos, por detrás del Presidente Sam Nujoma del partido SWAPO. Tras su apoyo a la secesión de la región de Caprivi en 1998, fue suspendido de militancia en una reunión extraordinaria del Comité Ejecutivo. Muyongo huyó del país y fue sustituido en la Presidencia del DTA por Katuutire Kaura, quien exigió que regresara para ser juzgado en Namibia.
En las elecciones parlamentarias de 2019, el DTA obtuvo el 16.65 % de los votos y 16 de los 96 escaños electivos de la Asamblea Nacional.
El PDM es miembro asociado de la Unión Internacional Demócrata, una organización internacional de partidos políticos conservadores.
Su antiguo nombre de la Alianza viene de la vieja sala de prácticas (en alemán Turnhalle) de Windhoek en la que se celebraron las negociaciones constituyentes entre 1975 y 1977. El partido fue fundado en noviembre de 1977 por participantes en la Conferencia Constituyente de Turnhalle que abandonaron el comité constituyente por la insistencia del Partido Nacional en mantener parte de la legislación del apartheid en la nueva Constitución.